# Caterina Moriggi
Caterina Morigi o de Pallanza (Pallanza, frazione de Verbania, Piemont, ca. 1437 - Varese, 6 d'abril de 1478) fou una religiosa llombarda, cofundadora de l'orde monàstic de les Monges Eremites de l'Orde de Sant Ambròs ad Nemus. És venerada com a beata per l'Església catòlica.

## Biografia
Caterina havia nascut a Pallanza, a la riba del Llac Maggiore, en una família benestant, segons la tradició, els Morigi o Moriggia; als documents de l'època surt esmentada com a Catherina de Ruffinis. La seva família morí en una epidèmia i marxà a Milà. Cap al 1450 s'uní una comunitat per fer-hi vida eremítica, al santuari de Santa Maria del Monte di Velate, vora Varese, on després es construí el Sacro Monte de Varese. Cap al 1470, les germanes eremites es dedicaren a atendre els malalts de pesta durant una greu epidèmia i totes, llevat de Morigi, moriren.
Aviat s'hi afegiren noves dones eremites, entre les quals Giuliana Puricelli de Busto Arsizio. El 10 de novembre de 1474 Sixt IV concedí a la comunitat poder erigir un monestir, a petició de Galeazzo Maria Sforza. El 10 d'agost de 1476 les religioses van prendre l'hàbit, sota la Regla de Sant Agustí i amb les constitucions de l'Orde de Sant Ambròs ad Nemus. Caterina da Pallanza fou elegida com a primera abadessa; quan morí, el 6 d'abril de 1478, la succeí Giuliana Puricelli.

## Veneració
La seva vida de pregària i penitència va causar admiració i fou tinguda per santa.
Des de la seva mort rebé culte, que fou reconegut per la Congregació de Ritus el 12 de setembre de 1769; Climent XIV el confirmà el 16 de setembre següent, juntament amb el de Juliana Puricelli. El Martirologi romà en fixa la festivitat el 6 d'abril.